# Golf tại Đại hội Thể thao Đông Nam Á 2009
Golf tại Đại hội Thể thao Đông Nam Á năm 2009 được tổ chức từ ngày 11 đến ngày 14 tháng 12 năm 2009 tại SEA Games Golf Club, một sân golf 27 lỗ nằm cách trung tâm thủ đô Viêng Chăn, Lào khoảng 18 km. Đây là một trong những địa điểm thi đấu được xây dựng mới và hoàn thiện đúng dịp SEA Games 25, đáp ứng tiêu chuẩn quốc tế.
Chương trình thi đấu bao gồm các nội dung cá nhân và đồng đội dành cho nam và nữ, theo thể thức thi đấu gộp điểm qua các vòng.

## Tóm tắt kết quả

### Nam
| Nội dung | Vàng | Bạc                                                                                         | Đồng                                                                                    |
| -------- | --- | ------------------------------------------------------------------------------------------- | --------------------------------------------------------------------------------------- |
| Cá nhân  | Wasin Sripattranusorn · Thái Lan                                                                        | Johnson Poh Swee Kiat · Singapore                                                           | Benita Yuniarto Kasiadi · Indonesia                                                     |
| Đồng đội | Thái Lan (THA) · Wasin Sripattranusorn · Thanyakon Khrongpha · Wongsakorn Choowong · Pawin Ingkhapradit | Singapore (SIN) · Johnson Poh Swee Kiat · Jonathan Leong · Jonathan Ke-Jun Woo · Lam Zhiqun | Philippines (PHI) · Mhark Fernando · Antonio Asistio II · Jhonnel Ababa · Jude Estaquio |

### Nữ
| Nội dung | Vàng                                                           | Bạc                                                                                 | Đồng                                                               |
| -------- | -------------------------------------------------------------- | ----------------------------------------------------------------------------------- | ------------------------------------------------------------------ |
| Cá nhân  | Chihiro Ikeda · Philippines                                    | Yupaporn Kawinpakorn · Thái Lan                                                     | Kelly Tan · Malaysia                                               |
| Đồng đội | Philippines (PHI) · Chihiro Ikeda · Mia Piccio · Dottie Ardina | Thái Lan (THA) · Yupaporn Kawinpakorn · Thidapa Suwannapura · Pinrath Loomboonruang | Malaysia (MAS) · Kelly Tan · Ainil Johani Abu Bakar · Michelle Koh |

## Bảng huy chương
| Hạng               | Đoàn               | Vàng | Bạc | Đồng | Tổng số |
| ------------------ | ------------------ | ---- | --- | ---- | ------- |
| 1                  | Thái Lan (THA)     | 2    | 2   | 0    | 4       |
| 2                  | Philippines (PHI)  | 2    | 0   | 1    | 3       |
| 3                  | Singapore (SIN)    | 0    | 2   | 0    | 2       |
| 4                  | Malaysia (MAS)     | 0    | 0   | 2    | 2       |
| 5                  | Indonesia (INA)    | 0    | 0   | 1    | 1       |
| Tổng số (5 đơn vị) | Tổng số (5 đơn vị) | 4    | 4   | 4    | 12      |